# 谷ナオキ
谷 ナオキ（たに ナオキ、1993年7月16日 - ）は、日本の作曲家、作詞家、編曲家。大阪府出身。株式会社LOVE ANNEX所属。

## 概要
数多くの舞台作品の楽曲を手掛けているほか、アニメの劇伴、ゲームサントラ・TV用BGM・ライブSE制作など幅広く活動している。
13歳から劇団に入り役者を志していたが、高校でギターを始めた事をきっかけに18歳で作編曲家の道へ転向。大学在学中に菅原サトル、山下康介らに師事。また在学中より眞鍋昭大のアシスタント及び舞台音楽の分野で活動し「アサルトリリィ×私立ルドビコ女学院シリーズ」「Casual Meets Shakespeare シリーズ」「WORLD」などを手掛ける。

## 主な実績

### 作編曲
- アサルトリリィ 舞台版劇伴、「繋がり」「大切を数えよう」「君の手を離さない」等
- 『劇場版 少女☆歌劇 レヴュースタァライト』劇中歌「わがままハイウェイ」
- クマーバチャンネル オリジナルストーリーアニメ シーズン2 オープニングテーマ「にこにこクマイルクマーバ!」
- リズム＆アドベンチャーゲーム『アルゴナビス from BanG Dream! AAside』搭載曲 風神RIZING！「NO RICE NO LIFE」
- THE IDOLM@STER SHINY COLORS『COLORFUL FE@THERS -Sol-』 「千夜アリア」

### 作曲
- TVアニメ『アサルトリリィ BOUQUET』Blu-ray 2巻 特典CD曲「いつでもそばで。」

### 劇伴
- TVアニメ『探偵はもう、死んでいる。』音楽制作
- TVアニメ『踏切時間』 劇伴担当
- TVアニメ『パーティーから追放されたその治癒師、実は最強につき』 劇伴担当[2]
- TVアニメ『菜なれ花なれ』 劇伴担当[3]